# Ambachtsheerlijkheid van Amstelveen en Nieuwer-Amstel
De Ambachtsheerlijkheid van Amstelveen en Nieuwer-Amstel is een voormalige heerlijkheid in de huidige provincie Noord-Holland.
Dit is een lijst van alle heren van het ambachtsheerlijkheid van Amstelveen en Nieuwer-Amstel. Deze waren tussen 1531 tot 1795 leenmannen, die beleend werden ten behoeve van de stad Amsterdam.
| periode     | naam ambachtsheer (vanaf 1531 sterfman) | gezindheid/Staatse partij |
| ----------- | --------------------------------------- | ------------------------- |
| 1399 - 1403 | Coenraad Cuser van Oosterwijk           |                           |
| 1403 - 1411 | Margaretha van Kleef                    |                           |
| 1411        | Margaretha van Gulik                    |                           |
| 1411 - 1434 | Katharina van Kleef                     |                           |
| 1434 - 1474 | Hendrik II van Borselen                 |                           |
| 1474 - 1487 | Wolfert VI van Borselen                 |                           |
| 1487 - 1507 | Margaretha van Borselen                 |                           |
| 1507 - 1529 | Reinoud III van Brederode               |                           |
| 1531 - 1541 | Heijman Jacobusz van Ouder-Amstel       |                           |
| 1541 - 1560 | Cornelis Sijbrantsz Buijck              |                           |
| 1561 - 1574 | Simon Maarten Dirksz van de Ruwiel      |                           |
| 1574 - 1578 | Jacob Gerritsz Matheus (Theus)          |                           |
| 1578 - 1601 | Willem Bardes                           |                           |
| 1604        | Gerrit Bicker                           | Staatsgezind              |
| 1604 - 1624 | Jacob Dircksz de Graeff                 | Staatsgezind              |
| 1624 - 1652 | Andries Bicker                          | Staatsgezind              |
| 1652 - 1664 | Cornelis de Graeff                      | Staatsgezind              |
| 1664 - 1667 | Simon van Hoorn                         |                           |
| 1667 - 1672 | Lambert Reynst                          | Staatsgezind              |
| 1672 - 1704 | Johannes Hudde                          | Prinsgezind/Oranjegezind  |
| 1704 - 1717 | Nicolaes Witsen                         | Prinsgezind/Oranjegezind  |
| 1717 - 1718 | Hendrik Bicker                          |                           |
| 1718 - 1745 | Jan van de Poll                         |                           |
| 1745 - 1748 | Jan Sautijn                             |                           |
| 1748 - 1766 | Gerard Aarnout Hasselaar                |                           |
| 1766 - 1780 | Gerrit Gerritsz Hooft                   |                           |
| 1780 - 1788 | Pieter Clifford                         |                           |
| 1788 - 1795 | Abraham Dedel                           |                           |